# Andreas Henlein
Andreas Henlein (* im 15. Jahrhundert; † 7. Februar 1542 in Bamberg) war ein deutscher römisch-katholischer Theologe, Rektor der Universität Bamberg, Titularbischof von Athyra und Weihbischof in Bamberg.

## Leben
Andreas Henlein stammte aus Kronach und studierte an der Universität Ingolstadt (Immatrikulation 21. April 1507). 1516 wurde er zunächst Stellvertreter des Markgrafen Wilhelm von Brandenburg  und nach dessen Verzicht Rektor der Universität. Im selben Jahr erhielt er die Ernennung zum Regens des Collegiums Georgianum. Am 3. September 1517 bestimmte ihn Bischof Georg zu seinem Weihbischof. Die päpstliche Ernennung zum Titularbischof von Athyra folgte am 26. Februar 1518. Dieses Amt behielt er bis zum Jahre 1525. Im Februar 1522 wurde ihm zusätzlich zur Bamberger Pfarrei St. Martin die Pfarrei in Kirchehrenbach und im September 1536 ein Kanonikat bei St. Stephan zugewiesen.
1542 war er Vertreter des Hochstifts Bamberg beim Abschluss der Regensburger Einigung.
Andreas Henlein wurde in seiner Pfarrkirche St. Martin in Bamberg bestattet.